# Diclidurus isabellus
Diclidurus isabellus är en fladdermusart som först beskrevs av Thomas 1920.  Diclidurus isabellus ingår i släktet Diclidurus och familjen frisvansade fladdermöss. IUCN kategoriserar arten globalt som livskraftig. Inga underarter finns listade i Catalogue of Life. På grund av att Thomas inte nämnde någon person som artepitet ska syfta på, vad han annars alltid gjorde, antas att djuret är uppkallat efter färgen isabell.
Arten är med en kroppslängd (huvud och bål) av cirka 59 mm och en vikt mellan 13,3 och 15,6 g den minsta i släktet Diclidurus. Pälsen är på ovansidan vit och på undersidan ljusbrun.
Denna fladdermus förekommer i södra Venezuela och norra Brasilien. Den vistas i låglandet och i kulliga områden upp till 200 meter över havet.
Individerna vilar troligen i städsegröna skogar. De jagar flygande insekter och flyger därför högt över marken. Jakten sker över öppna landskap, över vattenansamlingar eller ovanpå skogen.